# Планетата на маймуните (филм, 1968)
Вижте пояснителната страница за други значения на Планетата на маймуните.
„Планетата на маймуните“ (на английски: Planet of the Apes) е американски научнофантастичен филм от 1968 г., на режисьора Франклин Шафнър. Филмът е свободна интерпретация на романа със същото заглавие от френския писател Пиер Бул. Премиерата на филма е на 8 февруари 1968 г. в Съединени американски щати.

## Сюжет
Внимание:  Текстът по-долу разкрива сюжета на произведението (или части от него)!
Трима астронавти след осемнадесет месеца полет се приземяват на непозната планета, наподобяваща Земята. Оказва се, че мястото, където астронавтите са пристигнали е цивилизовано от интелигентни маймуни, които третират хората като животни.

## В ролите
| Актьор         | Роля             |
| -------------- | ---------------- |
| Чарлтън Хестън | Джордж Тейлър    |
| Линда Херисън  | Нова             |
| Роди Макдауъл  | Корнелиус        |
| Ким Хънтър     | д-р Зира         |
| Маурис Иванс   | д-р Заиус        |
| Роберт Ганър   | Ландън           |
| Лу Уагнър      | Лучиус           |
| Удроу Парфрей  | Максимус         |
| Джеймс Уитмор  | лидер на анклава |
| Паул Ламбер    | министър         |
| Бак Карталиан  | д-р Юлиус        |
| Джеф Бартън    | Додж             |

## Филми от поредицата за „Планетата на маймуните“
Поредицата „Планетата на маймуните“ включва 10 филма:
- „Планетата на маймуните“ (1968)
- „Под планетата на маймуните“ (1970)
- „Бягство от планетата на маймуните“ (1971)
- „Завладяването на планетата на маймуните“ (1972)
- „Битка за планетата на маймуните“ (1973)
- „Планетата на маймуните“ (2001)
- „Възходът на планетата на маймуните“ (2011)
- „Зората на планетата на маймуните“ (2014)
- „Войната за планетата на маймуните“ (2017)
- „Кралството на планетата на маймуните“ (2024)